# اوبدا
اوبِدا (به اسپانیایی: Úbeda) یکی از دهستان‌های استان خائن اندلس در کشور اسپانیا است. این شهر با مساحت ۴۰۳ کیلومتر مربع، ۳۵۷۸۴ تن جمعیت دارد. مجموعه‌ای از بناهای بجا مانده از سده شانزدهم در این شهر و شهر همسایه، بائِسا در سال ۲۰۰۳ به عنوان میراث جهانی یونسکو به ثبت رسیده‌اند.